# ABU Robocon 2013
Robocon Đà Nẵng 2013 là cuộc thi Robocon lần thứ 12 của Hiệp hội Phát thanh Truyền hình châu Á-Thái Bình Dương diễn ra tại Đà Nẵng, Việt Nam vào ngày 18 tháng 8 năm 2013.

## Luật chơi
Thời gian thi đấu mỗi trận là 3 phút.
Mỗi đội có 2 Robot: 01 Robot tự động và 01 robot điều khiển bằng tay. Robot bằng tay không được di chuyển vào vùng Trái Đất.
Robot bằng tay lấy lá ở kho, đem gắn ở các chồi (Sprout) tại bán cầu Nam bên phần sân của đội mình; Robot bằng tay sẽ gắn 3 lá ở vùng bán cầu Nam.
Tiếp theo, Robot bằng tay đi lấy lá ở kho chuyển cho Robot tự động. Robot tự động đi gắn tối thiểu 3 lá ở vùng bán cầu Bắc (bao gồm 2 lá ở phần sân đội mình và một lá ở vùng chung). Sau đó, Robot tự động mới được phép chạm vào mầm ở cực Bắc.
Robot tự động đi lấy mầm (các đội tự làm mầm này) của đội mình đặt ở vùng cực Bắc chuyển cho Robot bằng tay.
Robot bằng tay đứng dưới đường giới hạn 2 và bắn các mầm vào vùng Mặt Trăng. Nếu mầm của đội nào đứng trên vùng Mặt Trăng trước đội đó giành chiến thắng tuyệt đối.
Mỗi đội có 4 thành viên (3 sinh viên và một chỉ đạo viên) thuộc cùng một trường. Tuy nhiên, chỉ có 2 sinh viên được phép vào sân thi đấu. Các thành viên phải là sinh viên của trường đại học, cao đẳng, hoặc trung học chuyên nghiệp trong thời gian diễn ra cuộc thi đấu quốc tế. Những người đã tốt nghiệp đại học không được phép tham dự.
Trường hợp sinh viên của trường đại học hoặc cao đẳng tham gia cuộc thi trong nước mà đoạt giải trước khi tốt nghiệp thì vẫn được phép tham gia cuộc thi quốc tế.
Các đội phải tự thiết kế, chế tạo robot điều khiển bằng tay và robot tự động để thi đấu. Mỗi đội chỉ được phép có 01 robot điều khiển bằng tay và 01 robot hoàn toàn tự động.
Tất cả các Robot bằng tay và tự động kể cả nguồn nuôi, cấp, các bộ phận khác của Robot phải được cân trước khi thi đấu. Tổng trọng lượng của các Robot mỗi đội không được vượt quá 40 kg.
Một đội ghi được điểm khi đặt thành công lá của đội mình vào điểm gắn lá (lá nằm gọn trong ô tròn).

### Điểm số
Gắn lá ở vùng Trái Đất: 10 điểm/lá
Robot tự động lấy mầm đặt lên Robot bằng tay: 10 điểm/mầm
Đội giành chiến thắng tuyệt đối khi bắn được mầm lên Mặt Trăng; mầm đứng trên mặt phẳng (tư thế nằm ngang không được chấp nhận). Chiến thắng này được gọi là Green Planet (Hành tinh xanh).

## Các đội tham gia
| STT | Quốc gia   | Trường Đại học đại diện                      | Đài truyền hình                             |
| --- | ---------- | -------------------------------------------- | ------------------------------------------- |
| 1   | Brunei     | Học viện Công nghệ Brunei                    | Đài phát thanh truyền hình Brunei           |
| 2   | Ai Cập     | Đại học Helwan                               | Hiệp hội phát thanh truyền hình Ai Cập      |
| 3   | Fiji       | Đại học Nam Thái Bình Dương                  | Công ty TNHH truyền thông Fiji              |
| 4   | Hồng Kông  | Đại học Khoa học Công nghệ Hồng Kông         | Đài phát thanh truyền hình Hồng Kông        |
| 5   | Ấn Độ      | Viện Công nghệ Maharashtra                   | Doordarshan                                 |
| 6   | Indonesia  | Học viện Bách khoa Kỹ thuật Điện tử Surabaya | Televisi Republik Indonesia                 |
| 7   | Iran       | Đại học Khoa học Công nghệ Iran              | Hãng truyền thông Cộng hòa Hồi giáo Iran    |
| 8   | Nhật Bản   | Học viện Công nghệ Kanazawa                  | Tập đoàn truyền hình Nhật Bản (NHK)         |
| 9   | Kazakhstan | Đại học Công nghệ thông tin Quốc tế          | Hãng thông tấn Khabar                       |
| 10  | Hàn Quốc   | Đại học Kwangwon                             | Hệ thống truyền thông Hàn Quốc (KBS)        |
| 11  | Malaysia   | Đại học Công nghệ Malaysia                   | Đài phát thanh truyền hình Malaysia         |
| 12  | Mông Cổ    | Đại học Khoa học Công nghệ Mông Cổ           | Hãng truyền thông quốc gia Mông Cổ          |
| 13  | Nepal      | Đại học Tribhuvan (IOE)                      | Tập đoàn truyền hình Nepal                  |
| 14  | Pakistan   | Trung tâm Nghiên cứu cao cấp về Cơ khí       | Tập đoàn truyền hình Pakistan (PTV)         |
| 15  | Nga        | Đại học Kỹ thuật bang Don                    | Công ty phát thanh truyền hình nhà nước Nga |
| 16  | Sri Lanka  | Đại học Peradeniya                           | Mạng truyền hình TNHH độc lập               |
| 17  | Thái Lan   | Đại học Dhurakijpundit                       | Công ty TNHH Công cộng MCOT                 |
| 18  | Việt Nam 1 | Đại học Lạc Hồng                             | Đài Truyền hình Việt Nam                    |
| 19  | Việt Nam 2 | Đại học Lạc Hồng                             | Đài Truyền hình Việt Nam                    |

## Kết quả chia bảng
| Bảng A    | Bảng B   | Bảng C     | Bảng D    | Bảng E   | Bảng F     | Bảng G     |
| --------- | -------- | ---------- | --------- | -------- | ---------- | ---------- |
| Hồng Kông | Hàn Quốc | Việt Nam 2 | Indonesia | Thái Lan | Việt Nam 1 | Nhật Bản   |
| Ai Cập    | Nepal    | Malaysia   | Iran      | Fiji     | Sri Lanka  | Kazakhstan |
| Mông Cổ   | Nga      | Ấn Độ      |           |          | Pakistan   | Brunei     |

## Vòng đấu bảng
Chọn 7 đội nhất bảng + đội nhì bảng có thành tích tốt nhất vào vòng 2
|  | Đội tuyển đi tiếp vào vòng trong |

### Bảng A
| Đội tuyển | số trận | thắng | thua | điểm | GP |
| --------- | ------- | ----- | ---- | ---- | -- |
| Hồng Kông | 2       | 2     | 0    | 600  | 2  |
| Ai Cập    | 2       | 1     | 1    | 110  | 0  |
| Mông Cổ   | 2       | 0     | 2    | 90   | 0  |

| Hồng Kông | GP(2'14")–50 | Ai Cập |
| --------- | ------------ | ------ |
|           |              |        |

| Ai Cập | 60–30 | Mông Cổ |
| ------ | ----- | ------- |
|        |       |         |

| Mông Cổ | 60–GP | Hồng Kông |
| ------- | ----- | --------- |
|         |       |           |

### Bảng B
| Đội tuyển | số trận | thắng | thua | điểm | GP |
| --------- | ------- | ----- | ---- | ---- | -- |
| Nga       | 2       | 2     | 0    | 60   | 0  |
| Nepal     | 2       | 1     | 1    | 30   | 0  |
| Hàn Quốc  | 2       | 0     | 0    | 20   | 0  |

| Hàn Quốc | -10–30 | Nepal |
| -------- | ------ | ----- |
|          |        |       |

| Nepal | 30–30                                                  | Nga |
| ----- | ------------------------------------------------------ | --- |
|       | Nga thắng vì hoàn thành nhiệm vụ tại bán cầu Nam trước |     |

| Nga | 30–30                                                  | Hàn Quốc |
| --- | ------------------------------------------------------ | -------- |
|     | Nga thắng vì hoàn thành nhiệm vụ tại bán cầu Nam trước |          |

### Bảng C
| Đội tuyển  | số trận | thắng | thua | điểm | GP |
| ---------- | ------- | ----- | ---- | ---- | -- |
| Việt Nam 2 | 2       | 2     | 0    | 390  | 1  |
| Ấn Độ      | 2       | 1     | 1    | 80   | 0  |
| Malaysia   | 2       | 0     | 2    | 100  | 0  |

| Việt Nam 2 | 90–70 | Malaysia |
| ---------- | ----- | -------- |
|            |       |          |

| Malaysia | 30–60 | Ấn Độ |
| -------- | ----- | ----- |
|          |       |       |

| Ấn Độ | 20–GP | Việt Nam 2 |
| ----- | ----- | ---------- |
|       |       |            |

### Bảng D
| Đội tuyển | số trận | thắng | thua | điểm | GP |
| --------- | ------- | ----- | ---- | ---- | -- |
| Indonesia | 2       | 2     | 0    | 600  | 2  |
| Iran      | 2       | 0     | 2    | 20   | 0  |

| Indonesia | GP–0 | Iran |
| --------- | ---- | ---- |
|           |      |      |

| Iran | 20–GP | Indonesia |
| ---- | ----- | --------- |
|      |       |           |

### Bảng E
| Đội tuyển | số trận | thắng | thua | điểm | GP |
| --------- | ------- | ----- | ---- | ---- | -- |
| Fiji      | 2       | 1     | 1    | 80   | 0  |
| Thái Lan  | 2       | 1     | 1    | 30   | 0  |

| Thái Lan | 0–50 | Fiji |
| -------- | ---- | ---- |
|          |      |      |

| Fiji | 30–30                                                       | Thái Lan |
| ---- | ----------------------------------------------------------- | -------- |
|      | Thái Lan thắng vì hoàn thành nhiệm vụ tại bán cầu Nam trước |          |

### Bảng F
| Đội tuyển  | số trận | thắng | thua | điểm | GP |
| ---------- | ------- | ----- | ---- | ---- | -- |
| Việt Nam 1 | 2       | 2     | 0    | 600  | 2  |
| Sri Lanka  | 2       | 1     | 1    | 50   | 0  |
| Pakistan   | 2       | 0     | 2    | 20   | 0  |

| Việt Nam 1 | GP–30 | Sri Lanka |
| ---------- | ----- | --------- |
|            |       |           |

| Sri Lanka | 20–0 | Pakistan |
| --------- | ---- | -------- |
|           |      |          |

| Pakistan | 20–GP | Việt Nam 1 |
| -------- | ----- | ---------- |
|          |       |            |

### Bảng G
| Đội tuyển  | số trận | thắng | thua | điểm | GP |
| ---------- | ------- | ----- | ---- | ---- | -- |
| Nhật Bản   | 2       | 2     | 0    | 360  | 1  |
| Kazakhstan | 2       | 1     | 1    | 30   | 0  |
| Brunei     | 2       | 0     | 2    | 50   | 0  |

| Nhật Bản | GP–0 | Kazakhstan |
| -------- | ---- | ---------- |
|          |      |            |

| Kazakhstan | 30–20 | Brunei |
| ---------- | ----- | ------ |
|            |       |        |

| Brunei | 30–60 | Nhật Bản |
| ------ | ----- | -------- |
|        |       |          |

## Vòng đấu loại trực tiếp
|  | Tứ kết     | Tứ kết     |            |    | Bán kết | Bán kết |  |  | Chung kết | Chung kết |
|  |            |            |            |    |         |         |  |  |           |           |
|  |            |            |            |    |         |         |  |  |           |           |
|  |            |            |            |    |         |         |  |  |           |           |
|  | Ai Cập     | 60         |            |    |         |         |  |  |           |           |
|  | Ai Cập     | 60         |            |    |         |         |  |  |           |           |
|  | Việt Nam 2 | GP         |            |    |         |         |  |  |           |           |
|  | Việt Nam 2 | GP         | Việt Nam 2 | 30 |         |         |  |  |           |           |
|  |            |            | Việt Nam 2 | 30 |         |         |  |  |           |           |
|  |            |            | Nhật Bản   | GP |         |         |  |  |           |           |
|  | Hồng Kông  | 30         | Nhật Bản   | GP |         |         |  |  |           |           |
|  | Hồng Kông  | 30         |            |    |         |         |  |  |           |           |
|  | Nhật Bản   | GP         |            |    |         |         |  |  |           |           |
|  | Nhật Bản   | GP         | Nhật Bản   | GP |         |         |  |  |           |           |
|  |            |            | Nhật Bản   | GP |         |         |  |  |           |           |
|  |            | Việt Nam 1 | 30         |    |         |         |  |  |           |           |
|  | Fiji       | Việt Nam 1 | 30         | 20 |         |         |  |  |           |           |
|  | Fiji       |            |            | 20 |         |         |  |  |           |           |
|  | Indonesia  | GP         |            |    |         |         |  |  |           |           |
|  | Indonesia  | GP         | Indonesia  | 40 |         |         |  |  |           |           |
|  |            |            | Indonesia  | 40 |         |         |  |  |           |           |
|  |            |            | Việt Nam 1 | GP |         |         |  |  |           |           |
|  | Việt Nam 1 | GP         | Việt Nam 1 | GP |         |         |  |  |           |           |
|  | Việt Nam 1 | GP         |            |    |         |         |  |  |           |           |
|  | Nga        | 10         |            |    |         |         |  |  |           |           |
|  | Nga        | 10         |            |    |         |         |  |  |           |           |
|  |            |            |            |    |         |         |  |  |           |           |

## Kết quả
| Vô địch Robocon Đà Nẵng 2013 HISHO Học viện Công nghệ Kanazawa - Nhật Bản Lần thứ hai |